# Festival Folclórico de Parintins
El Festival Folclórico de Parintins es una fiesta popular realizada anualmente en el último fin de semana de junio en la ciudad de Parintins, en el estado de Amazonas, Brasil.

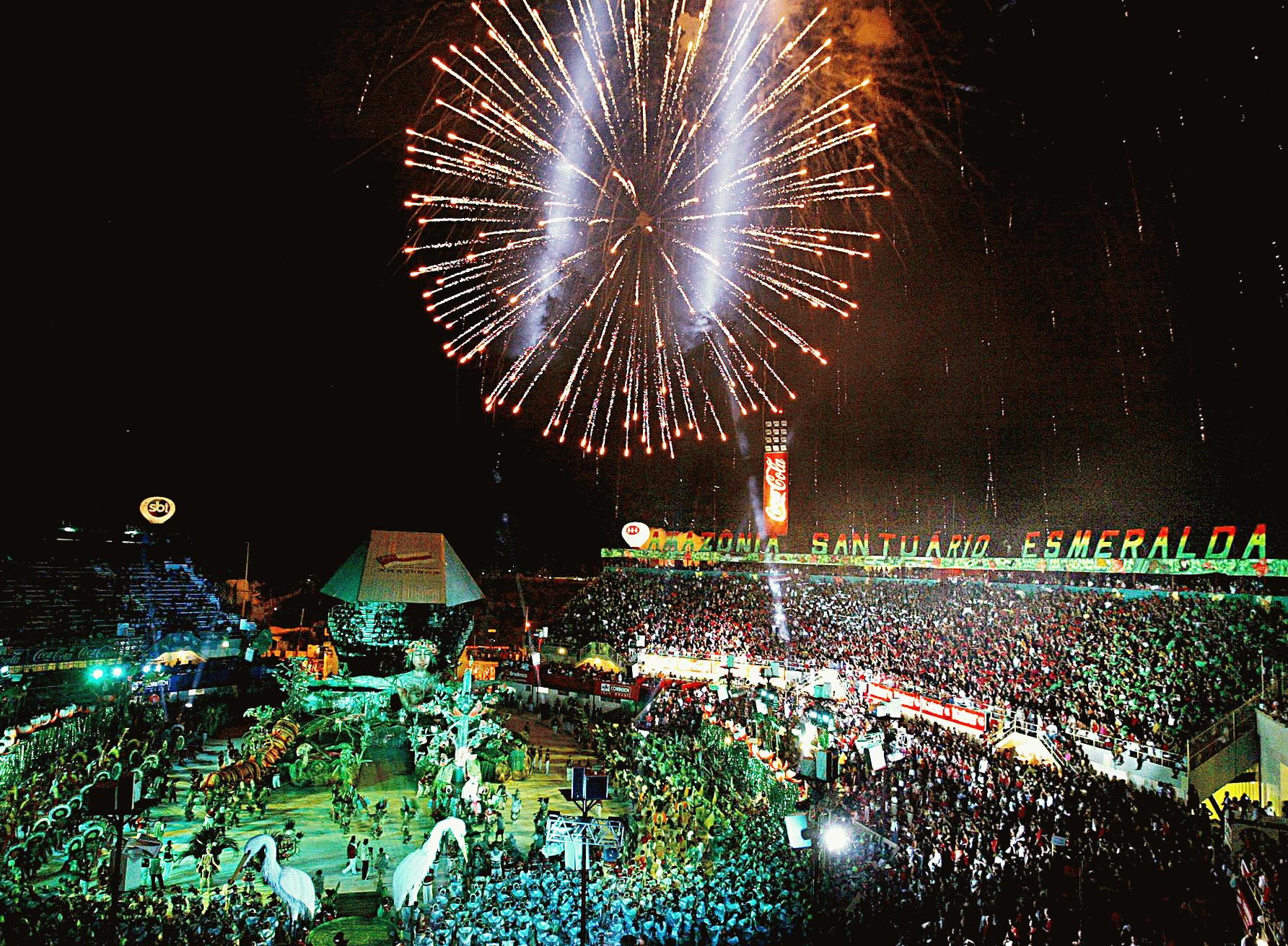
Presentación en el Bumbódromo.

El festival es una representación a cielo abierto, donde compiten dos asociaciones: Boi Garantido, de color rojo, y el Boi Caprichoso, de color azul. La representación ocurre en el Bumbódromo (Centro Cultural y Deportivo Amazonino Mendes), un tipo de estadio con la forma de una cabeza de buey estilizada, con capacidad para 35 mil espectadores. Durante las tres noches de presentaciones, los dos bueyes exploran las temáticas regionales, tales como leyendas, rituales indígenas y costumbres de los ribereños a través de alegorías y escenarios. El Festival Folclórico de Parintins se convirtió en un medio de divulgación de la cultura local.

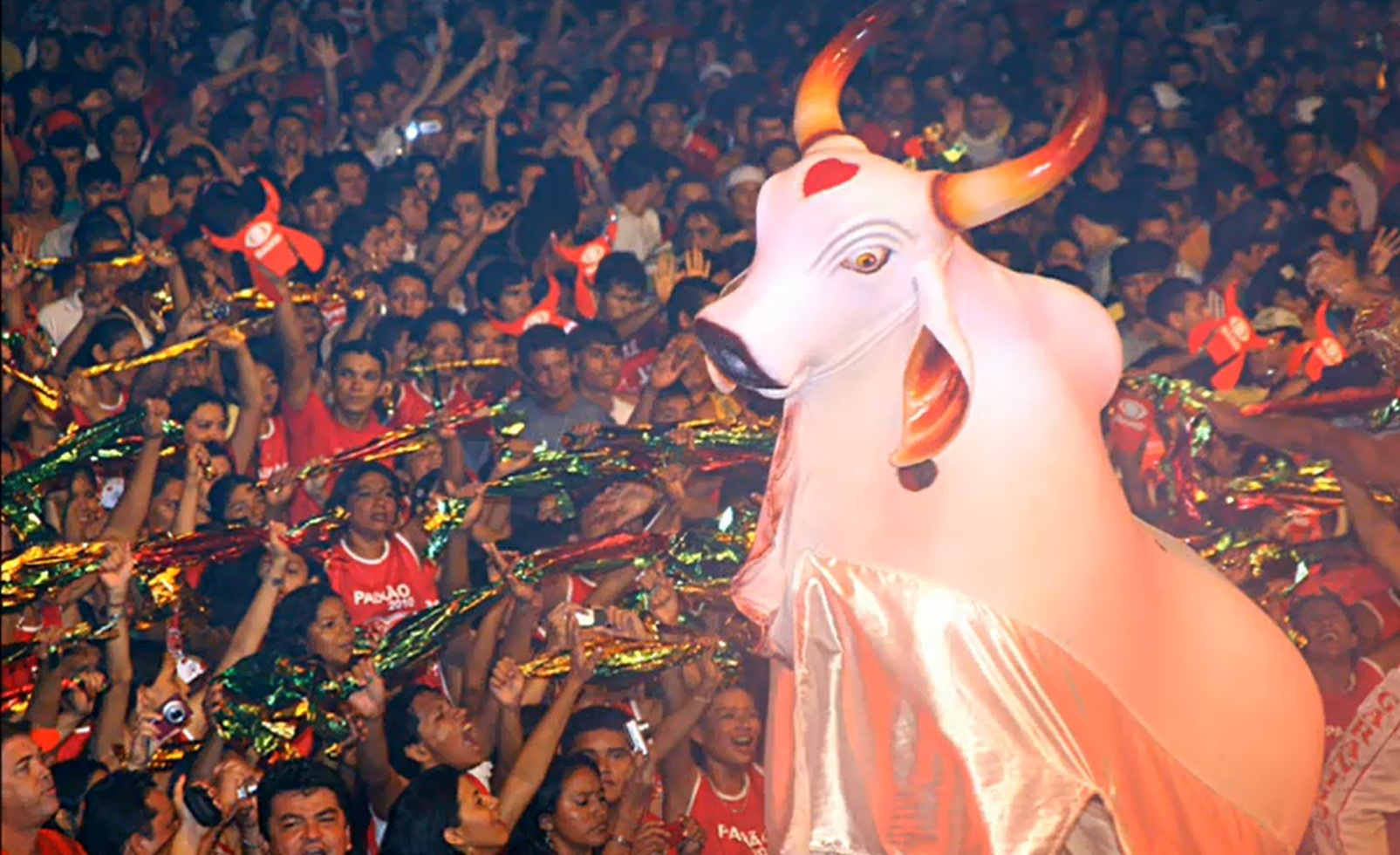
Buey blanco, símbolo de Boi Garantido

El festival se realiza desde 1965.  y ha tenido varias ubicaciones como la cuadra de la catedral de Nuestra Señora del Monte Carmelo, la cuadra de la extinta CCE, o el estadio Tupy Cantanhede. Hasta que en 1987, el gobernador amazonense asistió al festival, en el mismo lugar donde está el Bumbódromo, pero en aquella época era un tablado. Al gobernador le gustó tanto la fiesta que prometió construir un lugar del tamaño que el festival se merecía, y en el año siguiente, en 1988, inauguraba el Bumbódromo.
Desde 1994, además de instrumentos de percusión y guitarras, se incorporaron instrumentos de teclado electrónico a las agrupaciones musicales fijas. Primero, en la Agrupación Boi-Bumbá Caprichoso, trayendo la modernidad en que entró el festival, en su edición 29. Su consolidación se dio al año siguiente, en la edición 30, realizada en 1995, con la llegada del citado instrumento, en la Agrupación Boi-Bumbá Garantido.

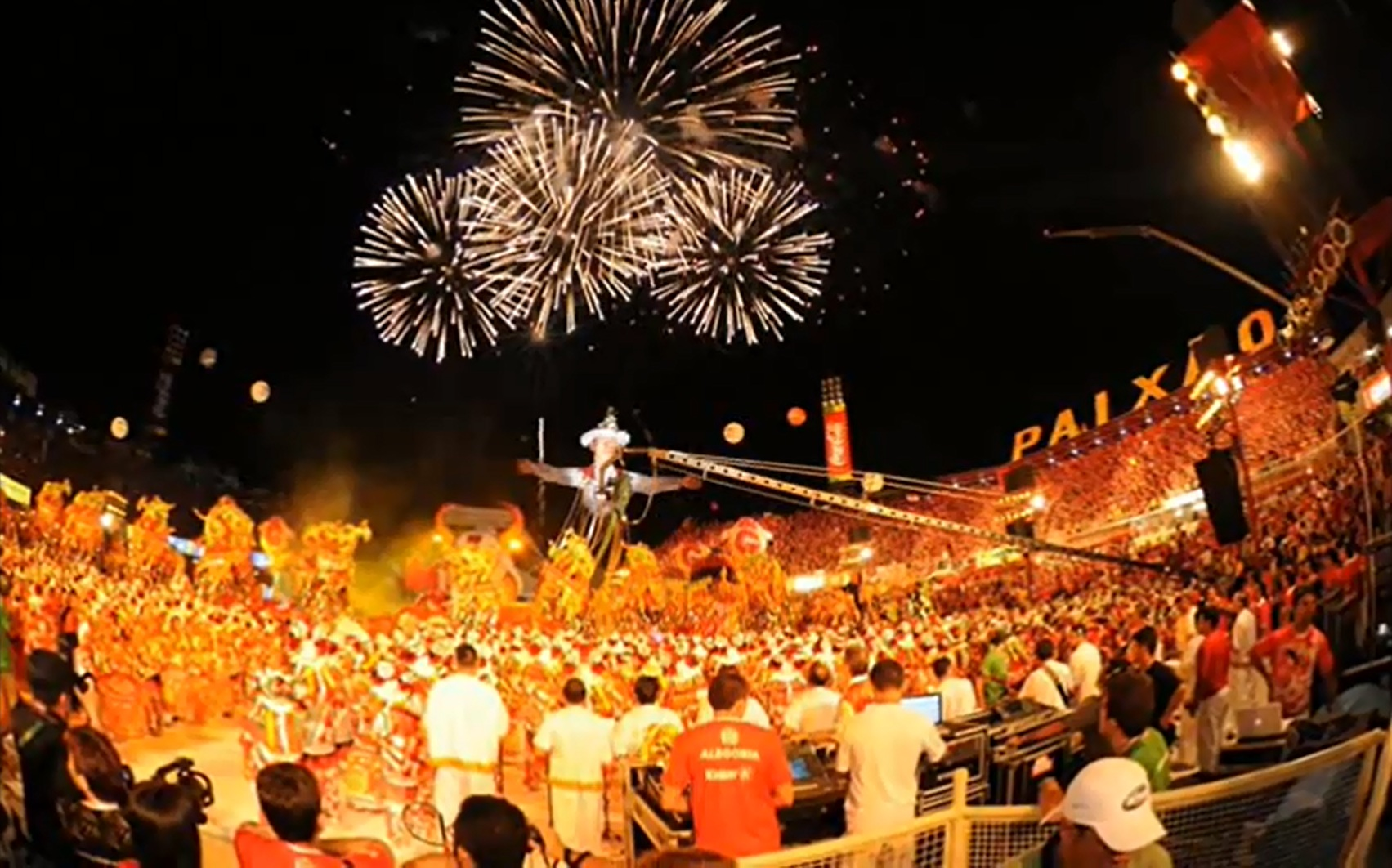
Bumbódromo en momentos de la presentación de Boi Garantido

Hasta 2005 el festival se realizaba siempre los días 28, 29 y 30 de junio. Una ley municipal ordenó realizar el Festival Folclórico de Parintins, el último fin de semana de junio.
Las únicas ocasiones que no se realizaron, se limitaron a Lives, incentivadas por TV A Crítica, en los años 2020 y 2021, debido a la Pandemia de CoViD 19.

## Aspectos evaluados
En cada festival se presentan las asociaciones Boi Garantido y Boi Caprichoso. Sus presentaciones son evaluadas por jurados brasileños de estados no amazónicos teniendo en cuenta 21 requisitos que incluyen la representación de aspectos de la vida y las leyendas del amazonas así como la coreografía, la música y el apoyo popular. Los aspectos evaluados siempre son:
1 - Apresentador  (presentador, actualmente Edmundo Oran  en Boi Caprichoso y Israel Paulain en Boi Garantido) 
2 - Levantador de toadas (cantante, actualmente Patrick Araújo en Boi Caprichoso y David Assayag en Boi Garantido)

3 - Batucada / Marujada

4 - Ritual Indígena
5 - Porta Estandarte (Abanderada, actualmente Marcela Marialva en Boi Caprichoso y Jevenny Mendonça en Boi Garantido)
6 - Amo do boi (dueño del buey, actualmente Caetano Medeiros en Boi Caprichoso y João Paulo Farias en Boi Garantido)
7 - Sinhazinha da fazenda (Señorita de La hacienda, actualmente Valentina Cid en Boi Caprichoso y Valentina Coimbra en Boi Garantido)
8 - Rainha do Folclore (Reina del Folklore, actualmente Cleise Simas en Boi Caprichoso y Lívia Christina en Boi Garantido)
9 - Cunha-Poranga (Guaraní: Kuña Poranga, La guerrera más hermosa de lá tribu, actualmente Marciele Albuquerque Munduruku en Boi Caprichoso y Isabelle Nogueira en Boi Garantido )

10 - Boi Bumba-Evolución
11 - Melodía, Letra y Música
12 - Pajé (Chamán, actualmente Erick Beltrão en Boi Caprichoso y Adriano Paketá en Boi Garantido)

13 - Tribus Indígenas

14 - Tuxauas

15 - La figura típica regional

16 - Alegoría

17 - La leyenda del Amazonas

18 - Vaqueirada

19 - Público

20 - Coreografía

21 - Organización Conjunta del Folklore